# Anthomyia promissa
Anthomyia promissa är en tvåvingeart som först beskrevs av Johann Wilhelm Meigen 1826.  Anthomyia promissa ingår i släktet Anthomyia och familjen blomsterflugor.
Artens utbredningsområde är Tyskland. Inga underarter finns listade i Catalogue of Life.